# Länsväg 143
De Zweedse weg 143 (Zweeds: Länsväg 143) is een provinciale weg in de provincie Gotlands län in Zweden en is circa 43 kilometer lang. De weg ligt op het eiland Gotland.

## Plaatsen langs de weg
- Visby
- Romakloster
- Ljugarn

## Knooppunten
- Länsväg 140 bij Visby (begin)
- Länsväg 148 bij Visby
- Länsväg 146
- Länsväg 144 bij Ljugarn (einde)